# ورقة بن نوفل (مبشر الرسول)

ورقة بن نوفل (مبشر الرسول) عصره - حياته - شعره (غسان عزيز حسين) 2002

ورقة بن نوفل (مبشر الرسول) عصره - حياته - شعره كتاب من جمع وتحقيق وشرح ودراسة غسان عزيز حسين صدر عن دار الكتب العلمية - بيروت - لبنان في 3 سبتمبر 2002  في حوالي 190 صفحة. يتحدث الكتاب عن شخصية ورقة بن نوفل الشاعر الحكيم وتكلم عن عصر ورقة وحياته وشعره الوجداني وعلاقته بالأدب الجاهلي والخصائص الفنية لشعره وديوانه  والروابط الإجتماعية التي تربط ورقة بالرسول عليه السلام. يتكون الكتاب من بابين وكل باب به ثلاث فصول.

## فهرس الكتاب
المقدمة
الباب الأول - ورقة بن نوفل في المجتمع الجاهلي، وجدلية التأثير بينهما
الفصل الأول: الحياة الاجتماعية والفكرية لمجتمع الجاهلية.
أولا: (أ) تحديد العصر الجاهلي  (ب) معنى الجاهلية
ثانيا: التطور الاجتماعي في المجتمع الجاهلي
ثالثا: التطور الفكري في المجتمع الجاهلي
رابعا: أديان الجزيرة العربية في العصر الجاهلي
(1) الحنيفية (2) الصابئة (3) المجوسية (4) الزندقة (5) الوثنية
خامسا: طقوس الحج في الجاهلية
الفصل الثاني: ترجمة ورقة بن نوفل
أولاً: نسبه
ثانيا: بيئته
ثالثا: عائلته
رابعا: ولادته ووفاته
خامسا: مكانته وسيرته
سادساً: صفاته الاجتماعية والدينية
الفصل الثالث: الروابط الاجتماعية لورقة بن نوفل
أولا: علاقة ورقة بخديجة بنت خويلد
ثانيا: علاقة ورقة بمحمد بن عبد الله
(1) نذر عبد المطلب ذبح ولده
(2) ذكر المرأة المتعرضة لنكاح عبد الله بن عبد المطلب
(3) افتقاد حليمة السعدية لمحمد بن عبد الله حين رجوعها به وإعادة ورقة بن نوفل له من شعاب مكة
(4) بعثة الرسول
(5) علاقة ورقة بالرسول
الباب الثاني: ورقة بن نوفل الشاعر الوجداني
الفصل الأول: ورقة والأدب الجاهلي
أولا: عصر ورقة بن نوفل
ثانيا: تعريف الأدب الجاهلي
ثالثا: شعر الحنفاء بلهجة قريش
رابعاً: شعر ورقة بن نوفل
خامساً: الصورة الفنية في شعره
الفصل الثاني: الخصائص الفنية لشعر ورقة
أولا: الأسلوب اللغوي
ثانيا: التراكيب والجمل
ثالثا: الصنعة في شعر ورقة
رابعا: الصورة الشعرية
خامسا: الموسيقى
سادسا: القافية والروي
سابعا: الموسيقى الداخلية
القسم الثاني: ديوان ورقة
أولا: قول الشاعر... من البحر
ثانيا: كتابة البيت الشعرية مع التشكيل
ثالثا: التخريج مع ذكر الاختلاف في المصادر أو المراجع
رابعا: مناسبة القصيدة إن وجدت
خامساً: ما قيل عن هذه القصيدة إن وجد
سادسا: معاني المفردات الغريبة أو الصعبة
سابعاً: معنى البيت الشعري
الفهارس العامة
فهرس الآيات القرآنية الكريمة - فهرس القَواقٍ - فهرس اللغة - فهرس الأعلام - فهرس القبائل - فهرس الأماكن - فهرس المصادر والمراجع.

## مقتطفات من الكتاب
تحديد العصر الجاهلي
قد يتبادر إلى الأذهان أن العصر الجاهلي يشمل كل الأزمنة والحقب التي سبقت الإسلام، وبالتالي يدل على جميع الأطوار التاريخية إلى مرّت بها الجزيرة العربية في عصورها القديمة قبل الميلاد وبعده. لكن الباحثين في الأدب الجاهلي لا يتسعون في الزمن الجاهلي هذا الاتساع، إذ لا يتغلغلون به إلى ما وراء قرن ونصف أو قرنين من البعثة المحمدية، بل يكتفون بهذه الحقبة الزمنية، وهي الحقبة الي تكاملت للغة العربية خصائصها العامة، والتي جاء عنها الشعر الجاهلي الذي بين أيدينا.
ولعل الجاحظ كان أول (على حد علمنا) من ذكر ذلك بوضوح في كتابه الحيوان تحت عنوان: تاريخ الشعر قبل الإسلام.
يقول الجاحظ: وأما الشعر فحديث الميلاد، صغير السن، أول من نهج سبيله وسهل الطريق إليه امرؤ القيس بن حجر ومهلهل بن ربيعة... فإذا استظهرنا الشعر وجدنا له (إلى أن جاء الله بالإسلام) خمسين ومائة عام، وإذا استظهرنا بغاية الاستظهار فمائتين عام.
التطور الفكري في المجتمع الجاهلي
كان الشعر واللغة أكثر تطوراً من سائر الظاهرات الثقافيّة في الجاهليّة وهذا ما أتاح لنا استنتاج كون الشّعر واللغة أعمق ارتباطا بتاريخ الجزيرة القديم الذي كان يتمتع بمستوى عال من التطور النسبي بدليل ما كان في جنوب الجزيرة بالأخص ولا سيما اليمن، من دول معروفة تاريخيا بتطورها الحضاري "سبأ - معين - حمير" ويرقى تاريخها إلى ما قبل الميلاد. وقد حدث انقطاعٌ تاريخي بين ذلك الماضي القديم وبين جاهليّة القرن السادس للميلاد لأسباب لم يكشف عنها بعد علم التاريخ كشفا يركنٌ إليه الباحثون.... كانت الظاهرات الدّينيّة أشدّ ظاهرات الوعيّ في الجاهليّة تأثراً بعملية النشاط البشري المادي فحين كان النظام البدائي القبلي لا يزال سائدا حياة الجاهلييّن، ولا يزال يقسم مجتمعاتهم القبلية على أساس مِن رابطة الدم والنسب بأضيق حدودها كانت الوثنيّة وحدّها هي ديانتهم السّائدة. ذلك لأنها تمثل في وعيهم صورة عالمهم القبلي نفسه. ولكن، حين بدأ مجتمع الجاهلية، قبل الإسلام، بتحولات تؤدي إلى تغيير في تركيبه الاجتماعي، وفي اتجاه علاقاته الاجتماعيّة نحو الانقسام على أساس جديد يمهد للأساس الطبقي، أخذت الظاهرات الدينية تتأثر بهذا التمخض الاجتماعيّ فرأينا الوجهة "التوحيديّة" تبرز في هذه الظاهرات. برزت أولا في التوحيد اليهودي، وثانيا في التو حيد بمفهومه المسيحي. ثم ظهر في نهايات عهد الجاهلية شكل ديني جديد لا يأخذ بمفهوم التوحيد اليهودي ولا المسيحيً بل بالمفهوم الذي سيصبح مفهوم "التوحيد الإسلامي.... في خضم هذا المجتمع الفتِي المتسلق أسوار التطور الاجتماعي والفكري ولد ورقة بن نوفل ونشأ على حب الاطلاع والسّعي وراء المعرفة بعد اطلاعه على الأفكار الديئيّة إلى كانت سائدة في مجتمعه وعصره من يهوديّة ومسيحية وصابئة ووثنية. وفي النهاية رفضها ليلتزم بالحركة "الحنيفيّة" وساح في بلاد الشّام وفلسطين باحثاً عن دين إبراهيم الخليل مع نديمه زيد بن عمرو بن نفيل، ثم يعود إلى مكة.
أديان الجزيرة العربيّة في العصر الجاهلي
عرف المجتمع العربي في الجزيرة ألوانا شتى من الأفكار والممارسات الدينية، كاليهودية، والنصرانية والحنيفية، والوثنيّة والصابئة نحاول الحديث عنها بقليل من الإيجاز بين اليهودية والنصرانية: إذا كانت ديانة إبراهيم عليه السلام، قد انتشرت بين العرب، فقد ظلت الكعبة التي أرسى قواعدها هو وابنه إسماعيل، تذكرهم بالله الكبير، فإِنَ ديانتين أخريين كانتا تتسربان إلى الجزيرة العربيّة، وتدعوان أيضا إلى إِلهٍ كبير، هما «اليهوديّة والنصرانية». فأما اليهودية فقد انتشرت في الحجاز، وصار اليهود قبائلَ وعشائرَ وبطونا ولعل أهم قبائلهم بنو النضير، وبنو قريظة، وبنو ثعلبة، وبنو زريق، وبنو حارثة. وقد أشارت روايات أهل الأخبار إلى دخول قسم من العرب في اليهوديّة. فقد تهوّد قوم من الأوس والخزرج لمجاورتهم يهود خيبر، قريظة والنضير، وتهود قوم من بني الحارث بن كعب، وقوم من غسان، وقوم من جذام. ويلاحظ أنه لم شيء عن تهود أفراد من القبائل التي تسكن مكة وما حولها. ويبدو أن تأثير اليهود في شمال الجزيرة العربيّة ظلَّ في حدود ضيقة، فعلى الرّغم من أن اليهود كانوا يعتقدون في إله واحد هو «يَهُوه» إلا أنهم كانوا يعدُونه إلهاً قوميًا خاصًا بإسرائيل وقبائلها.
الحنيفية: ظهر في الجزيرة العربية تيار ديني متميز هو «الحنيفية» وقد أطلق على معتنقيه «الحنفاء»، و«الحنف»: هو الميل عن الضلال إلى الاستقامة، وتحنف فلان أي: تحرّى طريق الاستقامة، وسمّت العرب كل من حج أو اختتن حنيفا. تنبيها أنه على دين إبراهيم عليه السلام، ولفظة «حنف» عرفتها اللغات التي كانت سائدة في تلك المنطقة آنذاك.
ورقة بن نوفل: من قريش، حكيم جاهلي، لم يدرك البعثة، وقيل: بل أدركها في أوائلها. (توفي: نحو 12 سنة قبل الهجرة).
إن الأحناف كانوا يكتبون ويقرؤون، وبعض منهم كان يكتب بأقلام أعجمية، وكان قد وقف على كتب أهل الكتاب، وكانوا أصحاب رأي ومقالة في الدين، وفي أحوال قومهم، وقالوا عن بعضهم مثل «ورقة بن نوفل» إنه يكتب الكتاب العبراني «فيكتب بالعبرانية من الإنجيل ما شاء أن يكتب». وقد ذكر الهمداني أن العرب كانت تسمي كل من قرأ الكتب أو كتب «صابئاً». وورد في كتب أهل الأخبار أن الأحناف كانوا يقرؤون الكتب، وتبحروا في التوراة والإنجيل، ومنهم من وقف على لغة «بني إرم» وعلى العبرانية. ومن هؤلاء «ورقة بن نوفل بن أسد»، الشاعر صاحب العلم في الجاهلية وكان قد قراً الكتب وتبحّر في التوراة والإنخيل، وهو الذي لقيته خديجة في أمر النبي. وإن أكثر من نسب إلى التوحيد، أي من ينعتهم أهل الأخبار بالحنفاء، كانوا يقرؤون ويكتبون، وكانت عندهم كتب أهل الكتاب، وإن أكثرهم كانوا أصحاب رأي وفكر في الخلق في هذا العالم. ولكنهم لم يدخلوا في يهودية ولا في نصرانية لأنهم لم يجدوا في الديانتين شيئا يفرج ويرفه عما يجول في رؤوسهم من آراء ومقالات عن الخالق والكون. وقد جالس هؤلاء رجال اليهود والنصارى، وتكلموا معهم في أمور عديدة من أمور الفكر والدين في جزيرة العرب وفي بلاد العراق وبلاد الشام، وينسب لجندب بن عمرو بن حممه، وهو من دوس أنه كان يقول في الجاهلية: إن للخلق خالقاً لا أعلم ما هو. ثم جاء إلى الرسول فأسلم. وقد ذكر أن ورقة بن نوفل وهو واحد من المذكورين كان قد قرأ الكتب وكتب بالعبراني أو السرياني، وأنه كتب بالسريانية «العبرانية» من الإنجيل ما شاء أن يكتب. وكان قد امتنعَ عن أكل ذبائح الأوثان.

## نقد وتعليقات
كتب موقع الخليخ (في ملحق الدين والحياة) في 22 يونيو 2018: "يقول غسان عزيز حسين في كتابه "ورقة بن نوفل مبشر الرسول": "انطلقت السيدة خديجة بالرسول إلى ابن عمها ورقة بن نوفل، وكان شيخاً كبيراً كفيفاً حافظاً للإنجيل، فقالت له: يا ابن العم، اسمع من ابن أخيك. فأخبره الرسول "صلى الله عليه وسلم" بما حدث في "غار حراء" فقال له ورقة: هذا الناموس أي الوحي الذي نزل على موسى... يا ليتني كنت "جذعا" أي شاباً قوياً إذ يخرجك قومك. فسأله الرسول "صلى الله عليه وسلم": "أو مخرجيّ هم؟" فأجابه ورقة: لم يأت رجل قط بمثل ما جئت به إلا عودي، وإن يدركني يومك أنصرك نصراً مؤزراً... ثم توفي ورقة قبل أن يبعث الرسول "صلى الله عليه وسلم"، هذه تفاصيل لقاء الرسول صلى الله عليه وسلم قبل أن يُبعث مع ورقة بن نوفل، وقد سجلته آلاف الكتب بدقة، ولا يستطيع عاقل أو منصف، الادعاء بأنه لقاء تعليم وتعلم، وإنما هو لقاء طمأنة وبشارة".
تناول موقع الشيخ وائل فوزي بعض أجزاء من الكتاب بالشرح وكتب: "ورقة بن نوفل" و "زيد بن عمرو بن نفيل" كانا يرفضان عبادة الأوثان، وخرجا إلى الشام، وجلسا إلى علماء النصاري، واقتنع "ورقة بن نوفل" بالنصرانية وتنصر، وقرأ كثيرًا في كتب النصاري، ليس هذا فحسب بل تعلم السُرْيَانية والعبرية حتى يوسع دائرة قرءاته في المسيحية، وأصبح من أكبر علماء النصاري".

## وصلات خارجية
https://www.goodreads.com/book/show/28438776 ورقة بن نوفل (مبشر الرسول)
https://books-library.net/free-596961757-download ورقة بن نوفل (مبشر الرسول)